# Psecas pulcher
Psecas pulcher är en spindelart som beskrevs av Badcock 1932. Psecas pulcher ingår i släktet Psecas och familjen hoppspindlar. Inga underarter finns listade i Catalogue of Life.